# Romblon
Romblon – grupa wysp i prowincja na Filipinach w regionie MIMAROPA, położona na Morzu Sibuyan w środkowej części kraju, na południe od wyspy Marinduque i prowincji Quezon na wyspie Luzon, na wschód od wyspy Mindoro, na północ od prowincji Aklan i Capiz na wyspie Panay, na zachód od wyspy Masbate.
Klimat podrównikowy. Podstawą gospodarki są rybołówstwo i rolnictwo, uprawia się banany manilijskie, palmy kokosowe i ryż. Wydobycie marmuru.
Prowincja składa się z trzech większych wysp: Sibuyan (474 km²), Romblon (83 km²) i Tablas (720 km²). Prócz tego ok. 30 mniejszych. Najwyższy szczyt na Sibuyan ma 2057 m n.p.m., powierzchnia ogólnie górzysta. Powierzchnia: 1533,5 km². Liczba ludności: 279 774 mieszkańców (2007). Gęstość zaludnienia wynosi 182,4 mieszk./km². Stolicą prowincji jest miasto Romblon na wyspie Romblon.